# Trofie

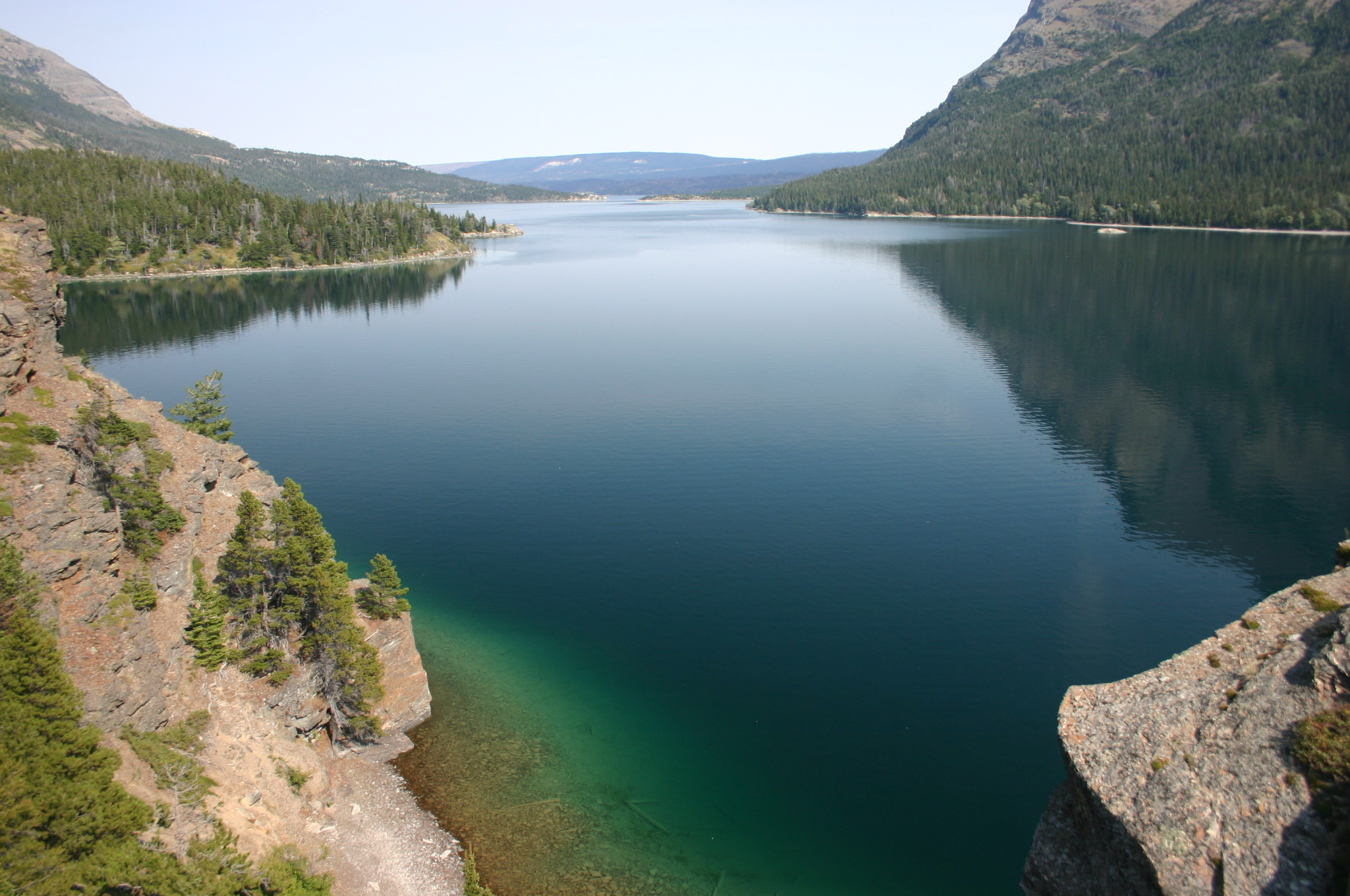
St. Mary Lake, oligotrofní jezero

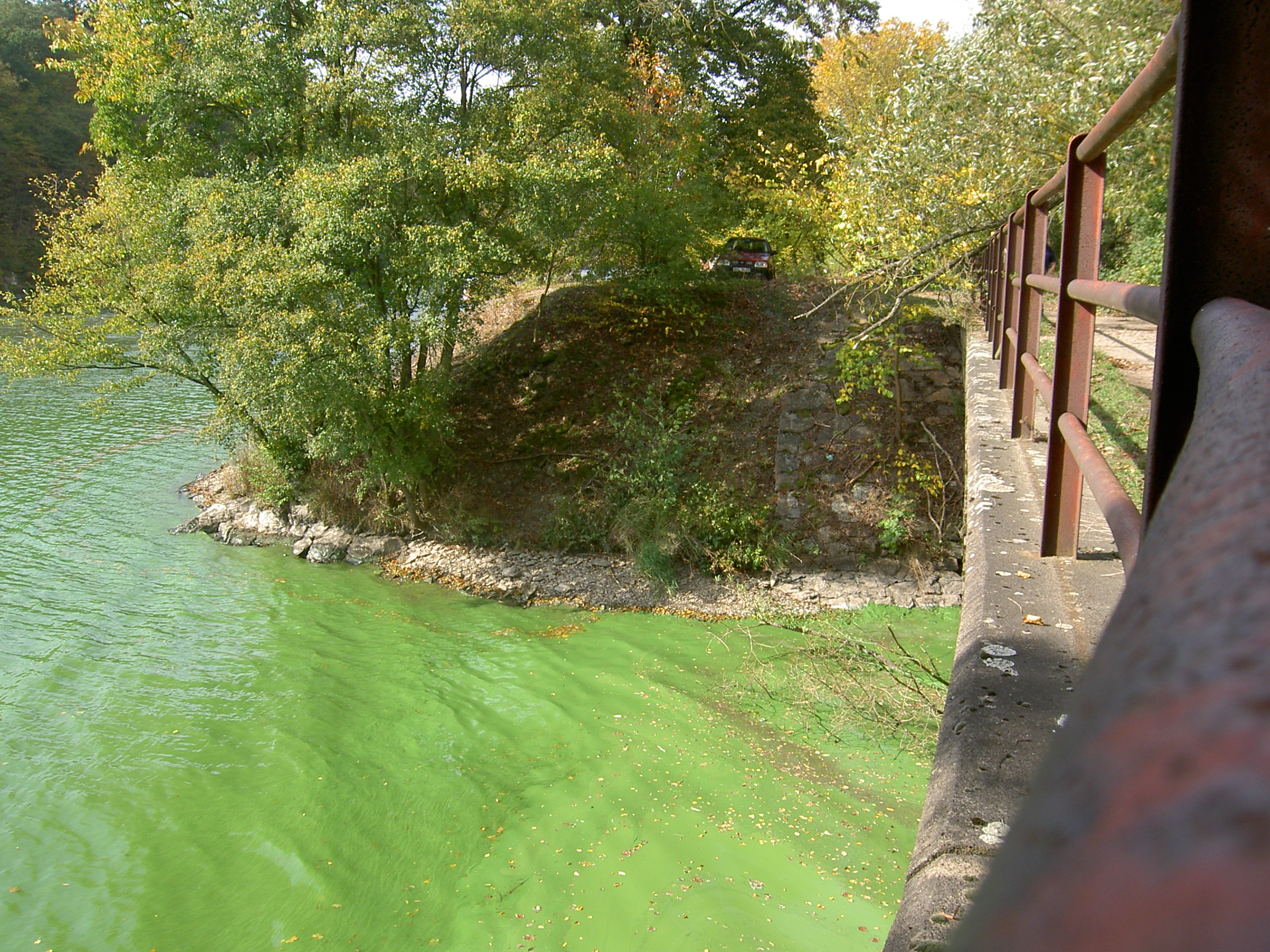
voda v Brněnské přehradě plná sinic a řas; typicky eutrofní voda

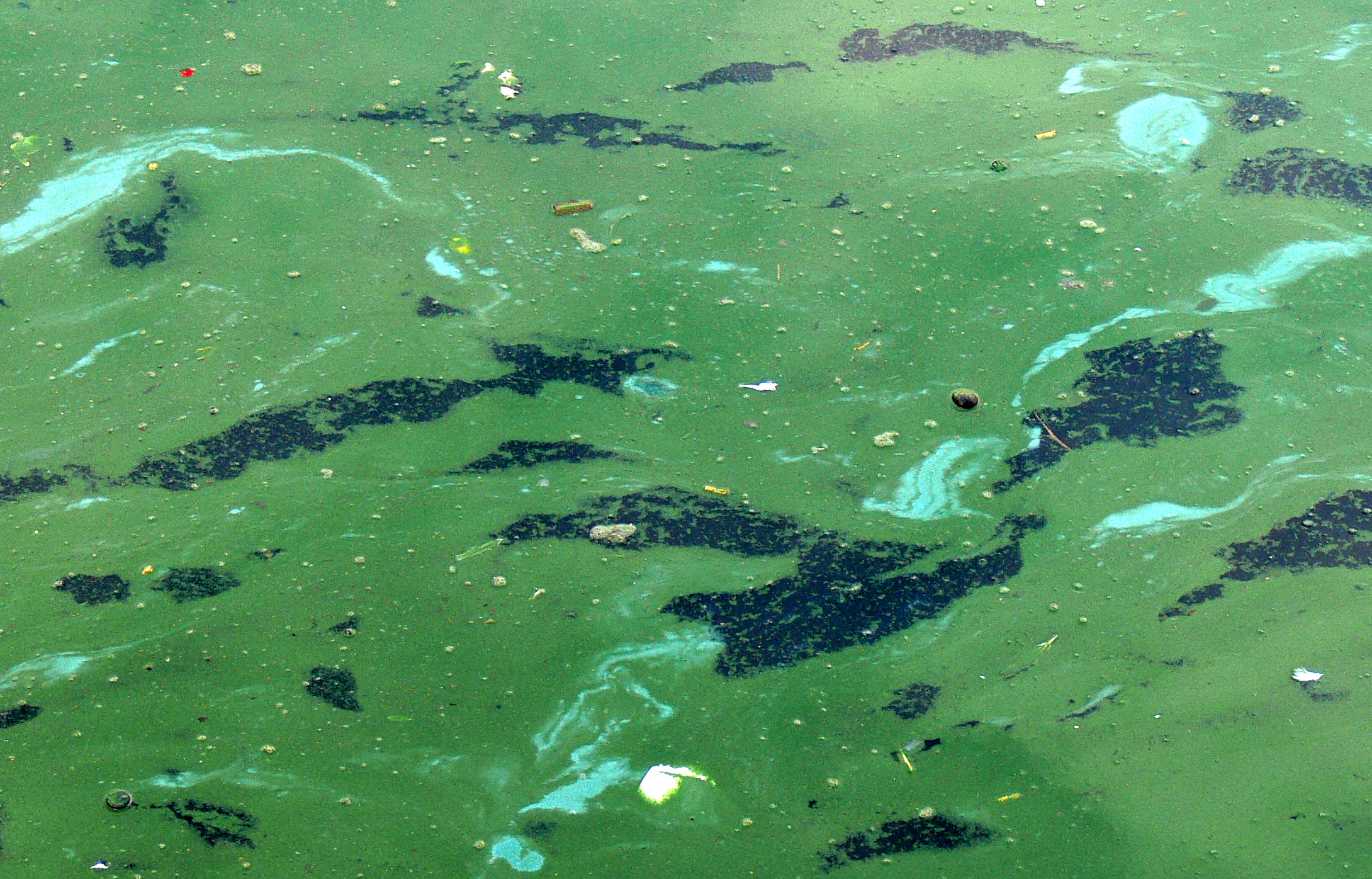
Typické bujení fytoplanktonu - vodní květ – sinice ve vodě nasycené živinami

Trofie čili úživnost je vlastnost vody, která označuje obsah chemických látek (živin) v ní.

## Rozdělení vody podle obsahu živin
Podle množství živných látek ve vodě se vody rozlišují na oligotrofní, tedy s malým obsahem živných látek, mezotrofní, tj. se středním obsahem živných látek a eutrofní, s vysokým obsahem živných látek. V eutrofních vodách dochází často k růstu sinic nebo řas, které znečišťují vodu tak, že je pro většinu živočichů neobyvatelná. Řasy mohou vodní nádrže znečistit tak, že dojde k úhynu ryb.
- Oligotrofní vody obsahují málo živin, a proto jsou chudé na množství organizmů, i když druhově

jsou velmi bohaté. Vody jsou průzračné,někdy s viditelností i více než 3 m vodního sloupce.
- Eutrofní vody jsou naopak bohaté na živiny a vykazují silnou organickou produkci.

Organismů je velké množství, voda je méně průhledná (méně než 2 m). V letním období se
často vyskytuje vodní květ.
- Dystrofní vody – obsahují velké množství huminových kyselin a málo živin, vody na rašeliništích

Trofické stupně:
|   | stupeň trofie                                          | trofický potenciál Mp [mgl-1] |
| - | ------------------------------------------------------ | ----------------------------- |
| 1 | ultraoligotrofní (velmi slabě úživné až neúživné vody) | <5                            |
| 2 | oligotrofní (slabě úživné)                             | 5-50                          |
| 3 | mezotrofní (středně úživné)                            | 50-200                        |
| 4 | eutrofní (silně úživné)                                | 200-500                       |
| 5 | polytrofní (velmi silně úživné)                        | 500-1000                      |
| 6 | hypertrofní (vysoce úživné)                            | > 1000                        |

## Metody hodnocení trofie vody
Eutrofizace vody je určována podle druhů rostlin a živočichů které lze najít ve vodním prostředí, nebo jeho blízkém okolí. Zvláštní druhy rostlin a živočichů jsou typické pro jednotlivé druhy vod. Tyto organismy nazýváme bioindikátory. Určení nasycení vody živinami podle jejich výskytu je relativně spolehlivé, ale může být chybné. Bioindikátorem oligotrofní vody jsou jepice, chrostíci, vodní mechy a parožnatky
V případě, že v jinak na živiny bohatých vodách chybí, nebo je v nedostatku některý z biogenních prvků (např. deficit fosforu), voda se projevuje jako na živiny chudá – oligotrofní, nebo méně eutrofizovaná. Plné využité ostatních živin je pro organismy nedostupné. Ani odpadní voda tedy nemusí být nezbytně eutrofní a vykazovat znaky eutrofní vody. Podobná situace nastane, pokud má voda extrémně nízkou teplotu. Nedochází zde k rozmnožení řas, sinic a bujení hnilobných bakterií. Voda také může být nasycená látkami, které zabraňují rozvoji živých organismů s vyššími nároky na živiny, nebo jakýchkoliv vyšších organismů. Jde o toxické sloučeniny přirozeně vyplavované z podloží, plyny pronikající do vody z podzemních zdrojů, nebo chemické odpady pocházející z lidské činnosti.
Nasycení povrchových vod živinami je možné hodnotit nejen na základě skutečné organické produkce biomasy,ale také podle tzv. potenciální produktivity rozvoje. Tedy zhodnocením bujení organismů, který by v testovaném vzorku vody mohl nastat za optimálních podmínek. Stanovení trofického potenciálu se provádí biotestem spočívajícím v kultivaci zelené řasy Scenedesmus quadricanda za standardních podmínek (osvětlení, teplota, přívod CO2 apod.) a ve sledování její růstové odezvy.